# Chicago Film Critics Association
Pour les articles homonymes, voir CFCA.
La Chicago Film Critics Association (CFCA) est une association américaine de critiques de cinéma, basée à Chicago, aux États-Unis et fondée en 1989.
Elle remet chaque année les Chicago Film Critics Association Awards (CFCA Awards), qui récompensent les meilleurs films de l'année.

## Membres
Les membres sont des journalistes appartenant aux principaux journaux édités à Chicago. Ils sont 57 actuellement.

## Catégories de récompense
- Meilleur film (Best Picture)
- Meilleur réalisateur (Best Director)
- Meilleur acteur (Best Actor)
- Meilleure actrice (Best Actress)
- Meilleur acteur dans un second rôle (Best Supporting Actor)
- Meilleure actrice dans un second rôle (Best Supporting Actress)
- Interprète[2] le plus prometteur (Most Promising Performer)
- Réalisateur le plus prometteur (Most Promising Filmmaker)
- Meilleur scénario original (Best Original Screenplay)
- Meilleur scénario adapté (Best Adapted Screenplay)
- Meilleure photographie (Best Cinematography)
- Meilleure musique originale (Best Original Score)
- Meilleur film en langue étrangère (Best Foreign Language Film)
- Meilleur film d'animation (Best Animated Feature)
- Meilleur film documentaire (Best Documentary)